# Cy Howard
Cy Howard, gebürtig Seymour Horowitz (* 27. September 1915 in Milwaukee, Wisconsin, Vereinigte Staaten; † 29. April 1993 in Los Angeles, Kalifornien, Vereinigte Staaten), war ein US-amerikanischer Drehbuchautor, Fernsehregisseur sowie Film- und Fernsehproduzent.

## Leben und Wirken
Horowitz studierte an den Universitäten von Minnesota und Wisconsin Wirtschaft und hatte dort auch sein Talent als Tennisspieler offenbart. Seine ersten Schritte im Showbiz unternahm Horowitz bei dem in Houston (Texas) beheimateten Radiosender KTRH. Hier wirkte er sukzessive als Autor, Schauspieler und Produzent. Nach seinem einjährigen Dienst beim Army Air Corps ging Horowitz 1942 zum Sender WBBM in Chicago, wo er in denselben Funktionen wie schon zuvor in Houston aktiv war. Nunmehr als Cy Howard firmierend, schloss er sich anschließend derjenigen Truppe an, die 1943 für Jack Benny die Rundfunk-Comedyprogramme schrieb. Ein weiteres Jahr darauf, im Januar 1944, sah man Howard kurzzeitig am Belasco Theatre am New Yorker Broadway, wo er in 23 Aufführungen des Bühnendramas Storm Operation eine kleine Rolle übernahm.
Es folgten Verpflichtungen zu den Rundfunk- und Fernsehsendern ABC und NBC, wo Howard zum Comedy-Autorenteam stieß, die für arrivierte Komiker wie Milton Berle, Danny Thomas, Bert Lahr und den blutjungen Jerry Lewis (My Friend Irma, 1947) die Texte schrieben. Daraufhin wurden rasch auch Film und Fernsehen auf den talentierten Schreiber aufmerksam. Für das von Produzent Hal B. Wallis betreute neue Komiker-Duo Jerry Lewis & Dean Martin wirkte er, beginnend 1949 mit der Kinofassung von My Friend Irma, bei deren frühen Kinokomödien sowohl als Autor als auch als Produktionsleiter; mit My Friend Irma ging man 1952 auch in (Fernseh-)Serie. Hier wie auch später trat Howard vor allem als „Creator“ (Schöpfer) von Fernsehprogrammen in Erscheinung, als Autor schuf er nur einzelne Folgen diverser Serien und wirkte dort auch als Herstellungsleiter (executive producer). Nur sehr selten, vor allem in der ersten Hälfte der 1970er Jahre, beteiligte sich Cy Howard an Kinofilmen – mal als Drehbuchautor, mal als Regisseur.

## Privates
Cy Howard war insgesamt dreimal verheiratet, seine zweite Ehefrau (1954–1957) war die Schauspielerin Gloria Grahame.

## Filmografie (Auswahl)
- 1949: My Friend Irma (Drehbuch, Produktionsleitung)
- 1950: Irma, das unmögliche Mädchen (My Friend Irma Goes West) (Drehbuch, Produktionsleitung)
- 1951: That’s My Boy (Drehbuch, Produktionsleitung)
- 1960: Guestward Ho! (TV-Serie, Herstellungsleiter)
- 1962–1963: Fair Exchange (TV-Serie, Herstellungsleiter)
- 1963: Mickey and the Contessa (Produktion, Drehbuch)
- 1965: Dreimal nach Mexiko (Marriage on the Rocks) (Drehbuch)
- 1969: Liebhaber und andere Fremde (Lovers and Other Strangers) (Regie)
- 1972: Ein Gauner kommt selten allein (Every Little Crook and Nanny) (Regie, Co-Drehbuch)
- 1974: It Couldn’t Happen to a Nicer Guy (Regie)
- 1975: Won Ton Ton – der Hund, der Hollywood rettete (Won Ton Ton, the Dog Who Saved Hollywood) (Co-Drehbuch)